# 音楽専科社
株式会社音楽専科社（おんがくせんかしゃ）は、かつて存在した日本の出版社。音楽誌、写真集などを出版していた。

## 沿革
- 1966年11月、創業。
- 2016年9月20日付で事業を停止し、自己破産申請の準備に入り[2]、事後処理を弁護士に一任。
- 2016年10月5日、再度の資金ショートを発生したことにより行き詰まりが表面化[1]。
- 2016年10月19日、東京地方裁判所から関連会社の連合通信社と共に破産開始決定を受ける[1]。
- 2017年8月16日、法人格消滅。

## 発行していた雑誌

### 定期発行
- 音楽専科（ONGAKU SENKA） - 洋楽専門誌
- ARENA37℃ - J-POP専門誌
- ARENA37℃ SPECIAL - 『ARENA37℃』の増刊
- Cool-up - 男性俳優情報誌
- Cool-up Idol - 女性アイドル情報誌
- IMADOKI!! - 総合ガールズ誌
- Pick-up Voice - 声優情報誌『hm3 SPECIAL』と統合。破産に伴い、編集中だった号のみ辰巳出版が継承し『声優 Pick-up Actor Vol.1』として発行。
- SHOXX - ヴィジュアル系専門音楽誌

『Pick-up Voice』、『SHOXX』は、EMTG株式会社が2017年より引き継いだ。『Pick-up Voice』は2019年8月26日発売の10月号をもって休刊。